# Ustanciosporium scleriicola
Ustanciosporium scleriicola är en svampart som först beskrevs av Cant., och fick sitt nu gällande namn av M. Piepenbr. 2000. Ustanciosporium scleriicola ingår i släktet Ustanciosporium och familjen Anthracoideaceae.   Inga underarter finns listade i Catalogue of Life.